# Окремий сердюцький дивізіон (Українська Держава)
Окремий сердюцький дивізіон (О.с.д-н.) — дивізіон збройних сил Української Держави під час української революції та радянсько-української війни.

## Історія
Після 29 квітня «Окремий сердюцький дивізіон» військ Центральної Ради ліквідованої Української Народної Республіки під командуванням М. М. Аркаса перейшов до Армії Української Держави.

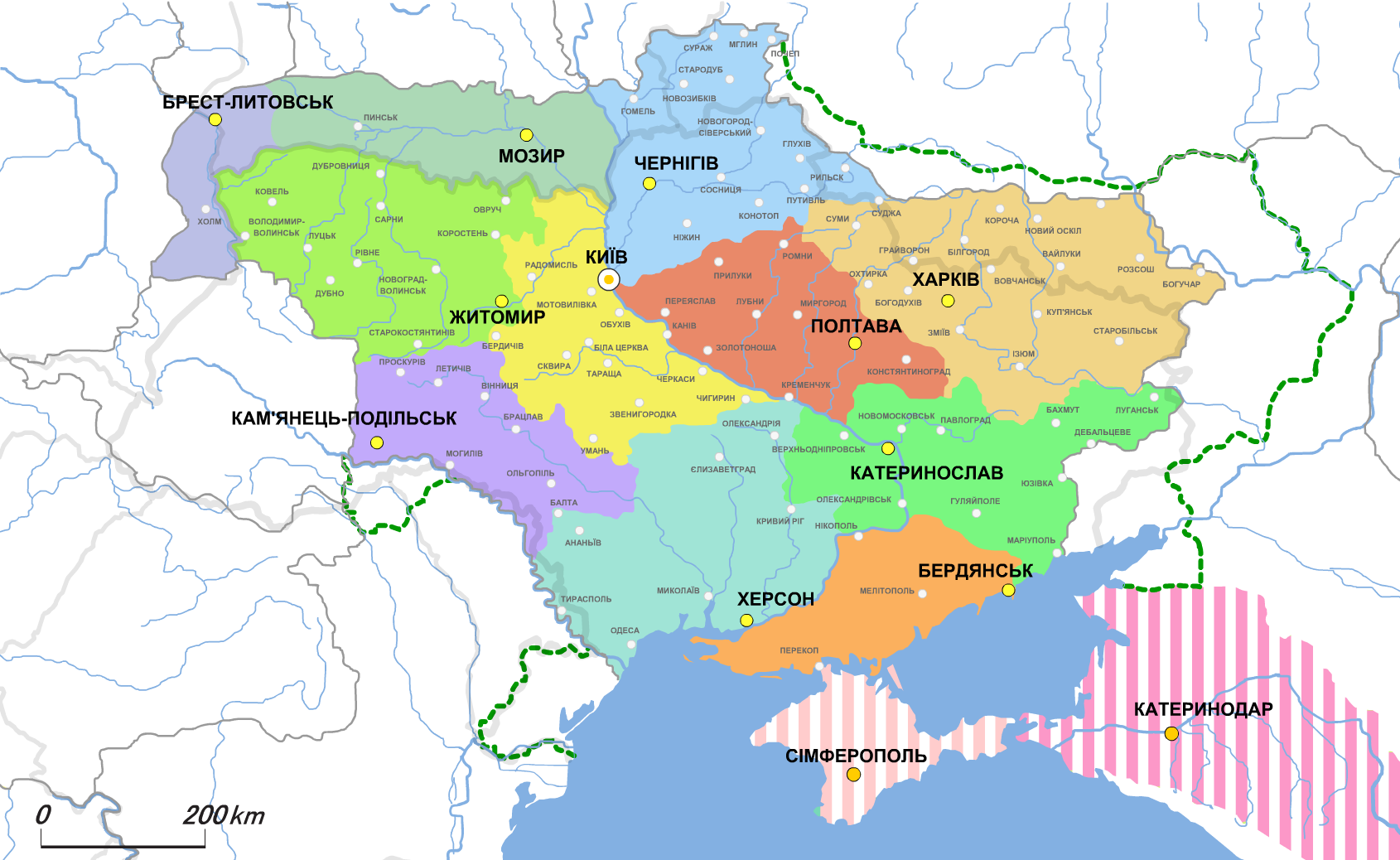
Адміністративно-територіальний поділ. Зелена пунктирна лінія - територіальні претензії.

30 травня урядом видано Закон, яким була затверджена Присяга на вірність Українській Державі, і Закон про військову підсудність. Військовослужбовці прийняли присягу.
24 липня Рада міністрів Української Держави прийняла Закон про загальний військовий обов'язок і затвердила План організації армії, підготовлений Генеральним штабом.

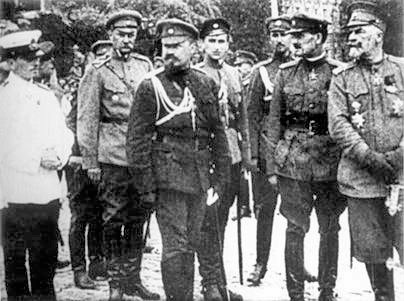
Службовці військового міністерства Української Держави — полковник Микола Лаврентійович Максимів (крайній зліва, у білій формі) і військовий міністр генеральний бунчужний Олександр Францевич Рогоза (крайній праворуч).

11 листопада завершилася Перша світова війна. Німецька імперія припинила існування в результаті Листопадової революції і повинна була вивести свої війська з окупованих територій. Для уряду Української держави ця подія віщувала послаблення влади.
Ослабленням німців і відповідно Української Держави скористалися противники  гетьмана П. П. Скоропадського, які в ніч з 13 на 14 листопада в Білій Церкві роголосили Директорію з метою повалення влади німецького командування і влади гетьманського уряду. Директорія складалася з п'яти членів, головою обрано В. К. Винниченка.
Нетривала «Українська громадянська війна 16 листопада - 14 грудня 1918 року» завершилася 14 грудня, коли Верховний Воєвода Української Армії і Флоту гетьман П. П. Скоропадський дав вказівки командувачу всіма російськими добровольчими частинами в Українській Державі князю генерал-лейтенанту О. М. Долгорукову, а той видав
наказ про припинення опору і демобілізації захисників Києва.
П. П. Скоропадський зрікся влади. Уряд передав повноваження Міський Думі та Міській Управі.
15 грудня «Окремий сердюцький дивізіон» перейшов на сторону Директорії.
Директорія перейменувала дивізіон в Кінно-посильний полк штабу армії УНР. На чолі цього полку М. М. Аркас брав участь в боях в Чернігівській губернії наприкінці грудня 1918 р. - в січні 1919 р.

## Командування
- Аркас Микола Миколайович, командир дивізіону, (після 29 квітня – 14 грудня 1918)